# Eleccions generals de Moçambic de 1977
Les eleccions generals de Moçambic de 1977 van tenir lloc en setembre de 1977. Foren les primeres eleccions després de la independència i el FRELIMO era l'únic partit legalitzat.
Només es van dur a terme eleccions directes pels consells locals i municipals, començant el 25 de setembre. Aquests consells procedires a escollir les assemblees de districte, que al seu torn escollien assemblees provincials. El FRELIMO va produir una única llista de candidats a l'Assemblea Popular de 210 escons, màxim òrgan legislatiu del país, que va ser aprovada per unanimitat per les assemblees provincials en la seva primera sessió.